# SV Rapid Marburg
Sportvereinigung Rapid Marburg, poznatiji kao SV Rapid Marburg ili jednostavno Rapid, bio je nogometni klub iz Maribora. Klub su 1919. godine osnovali mariborski Nijemci. Pet puta je bio  viceprvak prvenstva Ljubljanskog podsaveza.

## O klubu
Krajem 1918. godine javljaju se prve težnje za osnivanjem novog njemačkog nogometnog kluba u Mariboru. U ožujku 1919. službeno je osnovan Sportvereinigung Rapid, a Franz Rueß je postao prvi predsjednik kluba. Kada je u travnju 1919. godine osnovan Nogometni savez Jugoslavije, Rapid je postao jedan od prvih klubova koji je pristupio tom savezu. Nakon godinu dana Rueß je dao ostavku, a zamijenio ga je Walter Thalmann, koji je u siječnju 1920. potpisao ugovor s mariborskim gradskim vlastima o dobivanju nogometnog igrališta na prostoru Ljudskog vrta za sljedećih deset godina. Nakon temeljite obnove, novo igralište otvoreno je 9. svibnja 1920. u utakmici između Rapida i Slovana, koju je Slovan dobio rezultatom 4:2. U uvodnoj sezoni prvenstva Ljubljanskog podsaveza 1920. Rapid je završio kao viceprvak iza Ilirije iz Ljubljane. Sljedećih nekoliko godina (od 1921. do 1924.) Rapid je uvijek završavao iza svog gradskog rivala 1. SSK Maribor u mariborskom podsavezu, te se stoga nije uspio kvalificirati za doigravanje. Međutim, u sljedeće tri sezone Rapid je opet došao do finala, ali je sva tri puta izgubio od Ilirije.
Klub je 1925. imao hazenašku, lakoatletsku i nogometnu sekciju.
Godine 1927. klub je bio pogođen financijskim problemima i gotovo je raspušten. Godinu dana kasnije Rapid seli u novoizgrađeni Atletski stadion Poljane; Nije poznat razlog zašto je Rapid napustio prostor Ljudskog vrta, unatoč desetogodišnjem ugovoru o najmu. U sezoni 1932./33., Rapid je ponovno završio kao viceprvak lige iza 1. SSK Maribor.
Klupske boje 1932. bile su crna i modra, a klupska adresa Vetrinske ul. 5.
Tijekom Drugog svjetskog rata Rapid se natjecao u štajerskim ligaškim natjecanjima koje je organizirala nacistička Njemačka, a raspušten je nakon rata kada je njemačka vojska napustila Maribor.

## Uspjesi
Prvenstvo Ljubljanskog podsaveza
- Doprvak: 1920., 1924./25., 1925./26., 1926./27., 1932./33.

Kup Ljubljanskog podsaveza
- Finalist: 1928.

## Unutarnje poveznice
- Maribor